# Mazatepec (kommun)
Mazatepec är en kommun i Mexiko.   Den ligger i delstaten Morelos, i den sydöstra delen av landet, 80 km söder om huvudstaden Mexico City.
Följande samhällen finns i Mazatepec:
- Mazatepec
- Cuauchichinola
- Colonia el Florido
- Santa Cruz Vista Alegre
- Colonia la Melena
- Puentes de Fierro
- Colonia Justo Sierra